# Serafim (Melkoňan)
Serafim (světským jménem: Vladimir Setrakovič Melkoňan; * 29. prosince 1961, Soči) je ruský duchovní Ruské pravoslavné církve, metropolita baltský a světlogorský, patriarchální představený kaliningradské metropole.

## Život
Narodil se 29. prosince 1961 v Soči.
Po střední škola pracoval v průmyslu.
V letech 1980–1982 absolvoval vojenskou službu. Poté odešel do Ufy, kde působil jako hlídač eparchiální správy. Byl také čtecem chrámu Pokrova přesvaté Bohorodice v Ufě.
Roku 1984 nastoupil na Oděský duchovní seminář. Roku 1988 byl přijat na Moskevskou duchovní akademii.
Roku 1990 byl zapsán mezi bratry monastýru Danilov v Moskvě. Dne 6. prosince stejného roku byl postřižen na monacha se jménem Serafim na počest svatého Serafima Sarovského.
Dne 10. ledna 1991 jej patriarcha Alexij II. rukopoložil na hierodiakona a 9. dubna arcibiskup Valentin (Miščuk) na jeromonacha.
Dne 22. října 1991 byl jmenován členem Ruské duchovní misie v Jeruzalémě.
Roku 1997 byl povýšen na igumena.
Dne 5. října 1999 byl dán k dispozici Oddělení vnějších církevních vztahů Moskevského patriarchátu. Stal se vedoucím sektoru poutnictví.
Dne 3. dubna 2001 jej Svatý synod zvolil biskupem baltským a vikářem smolenské eparchie. Dne 18. dubna byl povýšen na archimandritu.
Dne 18. května 2001 byl oficiálně jmenován biskupem a o den později proběhla v chrámu Zjevení Páně v Moskvě jeho biskupská chirotonie. Světiteli byli patriarcha moskevský Alexij, metropolita krutický a kolomenský Juvenalij (Pojarkov), metropolita smolenský a kaliningradský Kirill (Gunďajev), metropolita solněčnogorský Sergij (Fomin), metropolita volokolamský Pitirim (Něčajev), arcibiskup istrijský Arsenij (Jepifanov), biskup žytomyrský a novohrad-volynský Gurij (Kuzmenko), biskup orechovo-zujevský Alexij (Frolov), biskup krasnogorský Sava (Volkov) a biskup magadanský a siněgorský Feofan (Ašurkov).
Dne 31. března 2009 byl převeden jako vikář do kaliningradské eparchie.
Dne 21. října 2016 se stal biskupem kaliningradským a baltským. Dne 20. listopadu stejného roku byl povýšen na arcibiskupa.
Dne 24. srpna 2023 mu byl změněn titul na baltský a světlogorský a současně se stal patriarchálním představeným kaliningradské metropole. O čtyři dny později byl povýšen na metropolitu.